# Большакова Тетяна В'ячеславівна
Большакова Тетяна В'ячеславівна (нар. 28 травня 1951, Південне, Харківська обл.) — українська баяністка, педагогиня, лауреатка Всеукраїнського конкурсу професійних виконавців на народних інструментах (1977), заслужена діячка мистецтв України (2004), професор (2008), декан факультету музичного мистецтва Харківської державної академії культури (2003–2024).

## Біографія
Тетяна В'ячеславівна Большакова народилася 28 травня 1951 року в смт Південне Харківської області. Закінчила Харківський інститут мистецтв у 1975 році, за класами баяну Леоніда Горенка, а також вивчала диригування під керівництвом Володимира Гризодуба. Отримала кваліфікації: викладач, артист оркестру (ансамблю), диригент оркестру народних інструментів, концертний виконавець. З 1975 року почала працювати у Харківському державному інституті культури, спочатку як викладач, а згодом з 1999 до 2015 року очолювала кафедру народних інструментів ХДАК. З 2003 року — декан факультету музичного мистецтва.
Тетяна В'ячеславівна Большакова веде активну виконавську діяльність. Концертний репертуар становить понад 100 музичних творів. Виступає як солістка-баяністка на різних музичних майданчиках. Вона брала участь у філармонічних концертах у Харківському академічному театрі опери та балету імені М. В. Лисенка, Харківській обласній філармонії, ХДАК та інших. Крім того, її музичні записи звучали на обласному радіо і телебаченні (цикли передач «Вечірні зорі», «Камертон», «Звучать народні інструменти»). Була учасницею ансамблю народних інструментів викладачів кафедри народних інструментів (1975—1984), який активно концертував, мав записи на обласному телебаченні та радіо. Музикантка співпрацює з багатьма оркестрами народних інструментів Харкова, Харківської та Луганської областей.
Основні сольні виступи й концертні програми:
- Творча зустріч з лауреатом республіканського конкурсу виконавців на народних інструментах Большаковою Т. В.
- Творчий звіт Зразкового оркестру народних інструментів Будинку культури Зміївської ГРЕС
- Весняна елегія
- Концерт естрадно-симфонічного оркестру
- Вечір народної музики (ІІІ Міжнародний фестиваль традиційної народної культури «Покуть-2000»[3].

Мисткиня є ініціатором організації та проведення на базі ХДАК всеукраїнського конкурсу молодих виконавців «Слобожанський вернісаж» (з 2004), є заступником голови оргкомітету конкурсу та його художнім керівником. Під її керівництвом було засновано кілька відомих в Україні ансамблів народної музики ― лауреати республіканських та міжнародних конкурсів і фестивалів: «Хоткевичі» (заснований у 1994 році), «Стожари» (заснований у 2000 році) та «Цим-Бан-До і К» (заснований у 2006 році). Із середини 80-х років ― постійний член журі міжнародних, всеукраїнських, обласних конкурсів та фестивалів: міжнародний багатожанровий фестиваль-конкурс «DanceSongFest–2018»  у номінації «Інструментальне виконавство», 31 всеукраїнський фестиваль народної музики «Райдужний світ народних мелодій», «Слобожанський вернісаж».
Тетяна В'ячеславівна ― голова державних екзаменаційних комісій закладів освіти України І-ІІ рівнів акредитації, член експертної комісії з ліцензування та акредитаційної експертизи на право здійснення освітньої діяльності з підготовки бакалаврів та магістрів за спеціальностями «Музичне мистецтво», «Народна художня творчість» в Сумському фаховому коледжі мистецтв і культури ім. Дмитра Бортнянського, Ніжинському коледжі культури і мистецтв ім. Марії Заньковецької, Полтавському коледжі мистецтв імені Миколи Лисенка, Бахмутському коледжі мистецтв імені Івана Карабиця, Академія мистецтв імені Павла Чубинського.

## Визнання
У 1977 році стала лауреаткою Всеукраїнського конкурсу професійних виконавців на народних інструментах у Києві, де отримала другу премію. Є багаторазовою лауреаткою Міжнародного фестивалю «Веселковий світ народних мелодій» (1999–2006), дипломанткою обласного конкурсу «Вища школа Харківщини–кращі імена» в номінації «Педагогічна династія» (2004, разом з донькою А. М. Большаковою — нині доктором психологічних наук, професором кафедри психології ХДАК). У 2004 році отримала почесне звання Заслуженого діяча мистецтв України.

## Основні праці
- Большакова Т. В. Харків як осередок професійного музичного виконавства : історія та сучасність / Т. В. Большакова // Культура України. — Харків : ХДАК, 2006. — Вип. 17 : Мистецтвознавство. Філософія. — С. 175–179.
- Большакова Т. В. Концертні твори для баяна А. Гайденка : посіб. для студ. та викл. вищ. муз. навч. закл. / Т. В. Большакова ; М-во культури і туризму України, Харків. держ. акад. культури. — Харків : ХДАК, 2007. — 118 с. + ноти.
- Большакова Т. В. Мистецькі зв'язки академічного народного виконавства Харкова і Полтави : історія і сучасність / Т. В. Большакова, В. М. Осадча // Творчість Раїси Кириченко в культурному просторі України на покордонні ХХ -ХХІ століть : зб. наук. пр. : до 70-ліття від дня народження Берегині укр. пісні / М-во освіти і науки України, Полтав. нац. пед. ун-т ім. В. Г. Короленка, Ф-т філології та журналістики, Каф. журналістики, Музей Раїси Кириченко ; [упоряд., відп. ред. Г. О. Кудряшов]. — Полтава : ПНПУ ім. В. Г. Короленка, 2013. — С. 97–105.
- Осадча В. М. Взаємодія аматорського руху та професійного виконавства в розвитку народно-оркестрового мистецтва на Харківщині / В. М. Осадча, Т. В. Большакова // Традиційна культура в умовах глобалізації : регіональні особливості та розвиток туризму : матеріали наук.-практ. конф., 24-25 трав. 2013 р. / Департамент культури і туризму, Харків. обл. держ. адмін., Обл. орг.-метод. центр культури і мистецтва ; [редкол.: Т. В. Іщенко та ін.]. — Харків, 2013. — С. 149–159.
- Большакова Т. В. Професійні самоекспектації та мотивація досягнення студентів музично-виконавських спеціалізацій / Т. В. Большакова, А. М. Большакова  // Наук. вісн. Херсон. держ. ун-ту. Серія: Психологічні науки. — 2018. — Вип. 5. — С. 77–82.
- Большакова Т. В. Сучасні умови фахової діяльності викладачів інструментально-виконавських спеціалізацій у закладах вищої освіти України / Т. В. Большакова, Н. О. Рябуха // Культура України. Серія: Мистецтвознавство : зб. наук. пр. / М-во культури України, Харків. держ. акад. культури ; [редкол.: В. М. Шейко (відп. ред.) та ін.] ; за заг. ред. В. М. Шейка. — Харків : ХДАК, 2019. — Вип. 63. — С. 19–30.
- Большакова Т. В. «Крізь покоління та часи» : про видатних випускників факультету музичного мистецтва ХДАК / Т. В. Большакова // Культурологія та соціальні комунікації : інноваційні стратегії розвитку : матеріали міжнар. наук. конф. (21-22 листоп. 2019 р.) / М-во освіти і науки України, М-во культури, молоді та спорту України, Харків. держ. акад. культури, Нац. акад. мистецтв України ; [редкол.: В. М. Шейко та ін.]. — Харків : ХДАК, 2019. — С. 296–297.
- Большакова Т. Гармоніка і гармоністи на шпальтах газети «Южный край» / Т. Большакова // Культурологія та соціальні комунікації : інноваційні стратегії розвитку : матеріали міжнар. наук. конф. (18-19 листоп. 2021 р.) / М-во культури та інформ. політики України, М-во освіти і науки України, Харків. держ. акад. культури, Нац. акад. мистецтв України ; [редкол.: В. М. Шейко та ін.]. — Харків : ХДАК, 2021. — С. 294–295.
- Большакова Т. Викладачі, студенти і випускники факультету музичного мистецтва ХДАК часів російської агресії : мистецький спротив / Т. Большакова // Актуальні питання гуманітарних наук : міжвуз. зб. наук. пр. молодих вчених Дрогобиц. держ. пед. ун-ту ім. Івана Франка. — Дрогобич, 2022. — Вип. 57, ч. 1. — С. 65–74.
- Большакова Т. В. Благодійна концертна діяльність викладачів, здобувачів та випускників факультету музичного мистецтва ХДАК часів російсько-української війни / Т. Большакова // Культурологія та соціальні комунікації : інноваційні стратегії розвитку : матеріали міжнар. наук. конф. (17-18 листоп. 2022 р.) / М-во культури та інформ. політики України, М-во освіти і науки України, Харків. держ. акад. культури, Нац. акад. мистецтв України ; [відп. за вип. Ю. І. Лошков]. — Харків: ХДАК, 2022. — С. 297–298.
- Большакова Т. Метод проєктів у підготовці здобувачів вищої освіти за спеціальністю «Музичне мистецтво» / Т. Большакова // Культура та інформаційне суспільство ХХІ століття. У 2 ч. / М-во освіти і науки України, Ін-т модернізації змісту освіти, М-во культури та інформ. політики України, Харків. держ. акад. культури, Наук. т-во студентів, аспірантів, докторантів та молодих учених ХДАК, Нац. акад. мистецтв України ; [редкол.: Н. О. Рябуха та ін.] : матеріали міжнар. наук.-теорет. конф. молодих учених, 20-21 квіт. 2023 р. — Харків : ХДАК, 2023. — Ч. 1. — С. 285–287.